# 鳢肠
鱧肠是菊科鳢肠属的植物。

## 形态
一年生半伏地草本。茎着地后，节上易生不定根，全株有粗毛； 红褐色枝条，揉碎后汁液为黑色；披针形或线状长圆形叶片对生，全缘或稍有细锯齿；白色头状花序顶生或腋生，中部为淡绿色管状花；椭圆形而扁的褐色瘦果，两边成狭翅状。

## 分布
分布于田边或路旁、河边以及中国大陆的全国各地等地，生长于海拔0米至1,900米的地區，目前尚未由人工引种栽培。

## 别名
烏田草、墨旱蓮、旱蓮草、野向日葵、墨菜、黑墨草、墨汁草、墨水草、烏心草。

## 异名
- Eclipta prostrata (L.) L. f. aureo-reticulata Y. T. Chang

## 延伸阅读
[在维基数据编辑]
 《欽定古今圖書集成·博物彙編·草木典·鱧腸部》，出自陈梦雷《古今圖書集成》

## 外部連結
- 鱧腸, Lichang （页面存档备份，存于） 藥用植物圖像數據庫 (香港浸會大學中醫藥學院) （繁體中文）（英文）
- 墨旱蓮 Mo Han Lian （页面存档备份，存于） 中藥標本數據庫 (香港浸會大學中醫藥學院) （繁體中文）（英文）